# Holorusia hainanensis
Holorusia hainanensis är en tvåvingeart som beskrevs av Yang 1997. Holorusia hainanensis ingår i släktet Holorusia och familjen storharkrankar. Inga underarter finns listade i Catalogue of Life.